# 블랙햇
블랙햇 해커(black-hat hacker) 또는 블랙햇(black hat)은 악의적 목적의 정보 체계 침입, 컴퓨터 소프트웨어 변조(變造), 컴퓨터 바이러스 유포 등의 행위로 해를 끼치는 해커를 일컫는다. 크래커라고도 한다. 블랙햇이라는 말은 주로 서부영화에 나오는 악당 역할의 등장인물이 자주 쓰는 검은 색의 모자에서 유래되었다. 이와 반대로 윤리적인 해커를 일컬어 화이트햇 해커라고 하는데 이 역시 영화의 주인공 역할이 자주 쓰는 밝은 색 모자에서 유래한 것이다.

## 같이 보기
- 사이버테러리즘
- 그레이햇
- 해커
- 훙커(레드 해커)
- 110호 연구소(기술정찰조)